# I Te-hwi
I Te-hwi (korejsky 이대휘; * 29. ledna 2001 Kangnam-gu, Soul), známý pod uměleckým jménem Daehwi, je jihokorejský zpěvák a tanečník. Šest let žil se svojí matku v Los Angeles a dva roky v Ósace. Je bývalým členem skupiny Wanna One, nyní působí ve skupině AB6IX.